# ドルガーリ
ドルガーリ（イタリア語: Dorgali）は、イタリア共和国サルデーニャ自治州ヌーオロ県にある、人口約8,600人の基礎自治体（コムーネ）。

## 地理

### 位置・広がり

#### 隣接コムーネ
隣接するコムーネは以下の通り。
- バウネーイ
- ガルテッリ
- ルーラ
- ヌーオロ
- オリエーナ
- オルゴーゾロ
- オロゼーイ
- オルーネ
- ウルツレーイ